# Далас (видеоблогер)
Далас (исп. Dalas или исп. Dalas Review; наст. имя — Даниэль Хосе Сантоме Лемус (исп. Daniel José Santomé Lemus); род. 31 октября 1993, Санта-Крус-де-Тенерифе, Канарские острова) — испанский видеоблогер.
По состоянию на 1 сентября 2022 года на его основной канал «Dalas Review» подписано 10,2 миллиона человек, а видео на нём собрали суммарно 2,6 миллиардов просмотров.

## Биография

### Ранние годы
Даниэль Хосе Сантоме Лемус родился 31 октября 1993 года в Санта-Крус-де-Тенерифе. Он познакомился с компьютерами в возрасте трёх лет, а примерно в возрасте 11-12 лет он увлёкся 3D-моделированием и редактированием фотографий. Позже он поступил на мультимедийный факультет, но решил бросить занятия из-за того, что значительно превзошёл уровень обучения, поскольку утверждал, что «уже знает всё, что делает».

### Личная жизнь
Сначала он жил в Барселоне, а сейчас живёт в Ирландии со своей девушкой Лизи П., чтобы экономить на налогах.

## Творчество
Его основной канал «Dalas Review» на YouTube был создан в 2012 году. «Далас» является комбинацией первых двух букв его имени, первой буквы его второй фамилии и первых двух букв его имени наоборот.
В июле 2017 года ютубер получил премию «Tolete Award» за видео, в котором он пародирует канарский акцент. В январе 2021 года Дэниель создал аккаунт на Pornhub, куда намеревался загружать видео о половом воспитании.
По состоянию на январь 2024 года YouTube-канал Dalas Review приносит от 1 124 до 8 997 долларов в месяц с помощью AdSense.

## Критика
Блогер подвергся критике за публичную поддержку Дональда Трампа, когда тот опубликовал пост в Twitter, осуждающий массовые протесты после убийства Джорджа Флойда.